# Pseudorthodes virgula
Pseudorthodes virgula là một loài bướm đêm trong họ Noctuidae.